# 克里斯·帕內爾
湯瑪斯·克里斯多福·帕內爾（英語：Thomas Christopher Parnell，1967年2月5日—）是美國的一位演員、喜劇演員和歌手。他在1998年至2006年期間是週六夜現場的固定班底之一，並且曾出演NBC情景喜劇超級製作人。